# Copa Africana de Naciones 1965
La Copa Africana de Naciones 1965 fue la quinta edición de la Copa Africana de Naciones, el campeonato de fútbol del continente de África (CAF). Fue celebrado en Túnez. Igual que en 1963, el torneo estaba compuesto de seis equipos, divididos en dos grupos de tres. Ghana se coronó campeón, ganándole a Túnez en la final 3-2 en el tiempo extra.

## Clasificación
Hay pocos detalles sobre la clasificación de esta edición. Se sabe que Túnez clasificó por ser local y Ghana por ser campeón de la anterior edición. Costa de Marfil y República Árabe Unida también lo lograron. Sin embargo, esta última selección abandonó y la CAF invitó a Congo Kinshasa, quien aceptó. 

### Zona 1
Egipto clasificó automáticamente luego de que Marruecos y Nigeria abandonaron la eliminatoria.

### Zona 2
| País    | J             | G             | E             | P             | GF            | GC            | GD            | PTS           |
| ------- | ------------- | ------------- | ------------- | ------------- | ------------- | ------------- | ------------- | ------------- |
| Etiopía | 4             | 3             | 0             | 1             | 6             | 3             | +3            | 6             |
| Sudán   | 4             | 3             | 0             | 1             | 9             | 4             | +5            | 6             |
| Uganda  | 4             | 0             | 0             | 4             | 3             | 11            | -8            | 0             |
| Kenia   | Descalificado | Descalificado | Descalificado | Descalificado | Descalificado | Descalificado | Descalificado | Descalificado |

| Equipo 1 | Resultado | Equipo 2 |
| -------- | --------- | -------- |
| Kenia    | 3-2       | Etiopía  |
| Uganda   | 1-2       | Etiopía  |
| Etiopía  | 2-0       | Uganda   |
| Sudán    | 2-1       | Etiopía  |
| Etiopía  | 1-0       | Sudán    |
| Uganda   | 1-3       | Sudán    |
| Sudán    | 4-1       | Uganda   |

### Zona 3
| País               | J | G | E | P | GF | GC | GD | PTS |
| ------------------ | - | - | - | - | -- | -- | -- | --- |
| Costa de Marfil    | 4 | 3 | 0 | 1 | 9  | 4  | +5 | 6   |
| Congo-Léopoldville | 4 | 2 | 0 | 2 | 8  | 8  | 0  | 4   |
| Liberia            | 4 | 1 | 0 | 3 | 4  | 9  | -5 | 2   |

| Equipo 1           | Resultado | Equipo 2           |
| ------------------ | --------- | ------------------ |
| Costa de Marfil    | 2-0       | Congo-Léopoldville |
| Liberia            | 0-1       | Costa de Marfil    |
| Liberia            | 2-1       | Congo-Léopoldville |
| Congo-Léopoldville | 4-2       | Costa de Marfil    |
| Congo-Léopoldville | 3-2       | Liberia            |
| Costa de Marfil    | 4-0       | Liberia            |

### Zona 4
| País    | J | G | E | P | GF | GC | GD | PTS |
| ------- | - | - | - | - | -- | -- | -- | --- |
| Senegal | 4 | 3 | 0 | 1 | 8  | 4  | +4 | 6   |
| Guinea  | 4 | 2 | 0 | 2 | 6  | 6  | 0  | 4   |
| Malí    | 4 | 1 | 0 | 3 | 4  | 8  | -4 | 2   |

| Equipo 1 | Resultado | Equipo 2 |
| -------- | --------- | -------- |
| Senegal  | 2-0       | Guinea   |
| Guinea   | 3-1       | Senegal  |
| Malí     | 0-2       | Senegal  |
| Senegal  | 3-1       | Malí     |
| Malí     | 2-1       | Guinea   |
| Guinea   | 2-1       | Malí     |

## Equipos participantes
En cursiva, los debutantes.
| Equipos participantes | Equipos participantes | Equipos participantes |
| --------------------- | --------------------- | --------------------- |
| Túnez                 | Ghana                 | Senegal               |
| Etiopía               | Congo-Léopoldville    | Costa de Marfil       |

## Sedes
| Túnez                 | Túnez Sfax Sousse Bizerte | Sfax              |
| --------------------- | ------------------------- | ----------------- |
| Stade Chedli Zouiten  | Túnez Sfax Sousse Bizerte | Stade Taïeb Mhiri |
|                       | Túnez Sfax Sousse Bizerte |                   |
| Capacidad: 20,000     | Túnez Sfax Sousse Bizerte | Capacidad: 11,000 |
| Sousse                | Túnez Sfax Sousse Bizerte | Bizerte           |
| Stade Bou Ali Lahouar | Túnez Sfax Sousse Bizerte | Stade Ahmed Bsiri |
|                       | Túnez Sfax Sousse Bizerte |                   |
| Capacidad: 6,500      | Túnez Sfax Sousse Bizerte | Capacidad: 2,000  |

## Resultados

### Primera fase

#### Grupo A
| Equipo  | Pts | PJ | PG | PE | PP | GF | GC | Dif |
| ------- | --- | -- | -- | -- | -- | -- | -- | --- |
| Túnez   | 3   | 2  | 1  | 1  | 0  | 4  | 0  | 4   |
| Senegal | 3   | 2  | 1  | 1  | 0  | 5  | 1  | 4   |
| Etiopía | 0   | 2  | 0  | 0  | 2  | 1  | 9  | −8  |

| 12 de noviembre de 1965 | Túnez                                                | 4:0 (1:0) | Etiopía | Stade Chedli Zouiten, Túnez, Túnez    |                                       |
|                         | Chaibi 32' · D'Jedidi 62' · Delhoum 80' · Lahmar 84' |           |         | Árbitro(s): Fula (Congo-Léopoldville) | Árbitro(s): Fula (Congo-Léopoldville) |

| 14 de noviembre de 1965 | Senegal | 0:0 | Túnez | Stade Chedli Zouiten, Túnez, Túnez  |  |
|                         |         |     |       | Árbitro(s): Djiro (Costa de Marfil) |  |

| 19 de noviembre de 1965 | Senegal                                   | 5:1 (2:1) | Etiopía            | Stade Chedli Zouiten, Túnez, Túnez |                                    |
|                         | Camara 3' 52' · Gueye 37' · Niang 48' 53' |           | Vassalo 12' (pen.) | Árbitro(s): Joseph Wontumi (Ghana) | Árbitro(s): Joseph Wontumi (Ghana) |

#### Grupo B
| Equipo             | Pts | PJ | PG | PE | PP | GF | GC | Dif |
| ------------------ | --- | -- | -- | -- | -- | -- | -- | --- |
| Ghana              | 4   | 2  | 2  | 0  | 0  | 9  | 3  | 6   |
| Costa de Marfil    | 2   | 2  | 1  | 0  | 1  | 4  | 4  | 0   |
| Congo-Léopoldville | 0   | 2  | 0  | 0  | 2  | 2  | 8  | −6  |

| 12 de noviembre de 1965 | Ghana                                         | 5:2 (2:2) | Congo-Léopoldville    | Stade Bou Ali Lahouar, Sousse, Túnez  |                                       |
|                         | Kofi 13' · Acheampong 18' 59' · Jones 84' 89' |           | Kalala 43' (pen.) 45' | Árbitro(s): Seyoum Tarekegn (Etiopía) | Árbitro(s): Seyoum Tarekegn (Etiopía) |

| 14 de noviembre de 1965 | Costa de Marfil    | 3:0 (1:0) | Congo-Léopoldville | Stade Taïeb Mhiri, Sfax, Túnez   |                                  |
|                         | Mangle 14' 59' 80' |           |                    | Árbitro(s): Hédi Zarrouk (Túnez) | Árbitro(s): Hédi Zarrouk (Túnez) |

| 19 de noviembre de 1965 | Ghana                                             | 4:1 (2:0) | Costa de Marfil | Stade Ahmed Bsiri, Bizerta, Túnez     |                                       |
|                         | Acheampong 20' · Nti 43' · Lutdrot 52' · Kofi 70' |           | Bleziri 60'     | Árbitro(s): Papa Salla Ngom (Senegal) | Árbitro(s): Papa Salla Ngom (Senegal) |

### Segunda fase

#### Tercer lugar
| 21 de noviembre de 1965 | Senegal | 0:1 (0:1) | Costa de Marfil | Stade Chedli Zouiten, Túnez, Túnez   |                                      |
|                         |         |           | Yoboue 35'      | Árbitro(s): Mohamed Mezahi (Argelia) | Árbitro(s): Mohamed Mezahi (Argelia) |

#### Final
| 21 de noviembre de 1965 | Ghana                   | 3:2 (2:2, 1:0) (t. s.) | Túnez                    | Stade Chedli Zouiten, Túnez, Túnez                                       |                                                                          |
|                         | Odoi 37' 96' · Kofi 79' |                        | Chetali 47' · Chaibi 67' | Asistencia: 16.000 espectadores Árbitro(s): Abdelaziz Chekaïmi (Argelia) | Asistencia: 16.000 espectadores Árbitro(s): Abdelaziz Chekaïmi (Argelia) |

|                          |
| Bandera de Ghana         |
| Campeón Ghana 2.º título |

## Clasificación general
| Equipo | Equipo             | Pts | PJ | PG | PE | PP | GF | GC | Dif | Rend  |
| ------ | ------------------ | --- | -- | -- | -- | -- | -- | -- | --- | ----- |
| 1      | Ghana              | 6   | 3  | 3  | 0  | 0  | 12 | 5  | 7   | 100%  |
| 2      | Túnez              | 3   | 3  | 1  | 1  | 1  | 6  | 3  | 3   | 50%   |
| 3      | Costa de Marfil    | 4   | 3  | 2  | 0  | 1  | 5  | 4  | 1   | 66,6% |
| 4      | Senegal            | 3   | 3  | 1  | 1  | 1  | 5  | 2  | 3   | 50%   |
| 5      | Congo-Léopoldville | 0   | 2  | 0  | 0  | 2  | 2  | 8  | -6  | 0%    |
| 6      | Etiopía            | 0   | 2  | 0  | 0  | 2  | 1  | 9  | -8  | 0%    |

## Goleadores
3 goles
- Eustache Manglé
- Ben Acheampong
- Osei Kofi

2 goles
- Pierre Kalala Mukendi
- Cecil Jones Attuquayefio
- Frank Odoi
- Louis Camara
- Matar Niang
- Tahar Chaïbi

1 gol
- Joseph Bléziri
- Konan Yoboué
- Luciano Vassallo
- Paa Nii Lutterodt
- Kwame Nti
- El Hadji Oumar Guèye
- Abdelmajid Chetali
- Mongi Delhoum
- Mohamed Salah Jedidi
- Abdelwahab Lahmar